# Seeaualm
Die Seeaualm ist eine Alm in der Gemarkung Forst Königssee in der Gemeinde Schönau am Königssee.
Der letzte erhaltene Kaser der Seeaualm steht unter Denkmalschutz und ist unter der Nummer D-1-72-132-106 in die Bayerische Denkmalliste eingetragen.
Von zwei weiteren Kasern sind nur noch Reste vorhanden. Einer wurde vermutlich aufgegeben, „bevor Eisenketten und Eisenringe für das Vieh in Gebrauch kamen“, ein weiterer befand sich 1953 in schlechtem Zustand und war 1981 nur noch eine Ruine.

## Baubeschreibung
Beim letzten erhaltenen Kaser auf der Seeaualm handelt es sich um ein zweiräumiges Kaserstöckl in Blockbauweise, das 1739 errichtet wurde. Das Kaserstöckl war Teil eines ehemaligen Rundumkasers.

## Heutige Nutzung
Die Gebäude der Seeaualm sind größtenteils verfallen, die Weide wird von der Gotzenalm mitbestoßen.

## Lage
Die Seeaualm befindet sich im Hagengebirge oberhalb der Seewände des Königssees auf einer Höhe von 1450 m ü. NN.